# オーウェンとムゼー
オーウェンとムゼイ（Owen and Mzee）はカバとアルダブラゾウガメで、友情関係を築いている。
カバの赤ちゃんだったオーウェン（体重600ポンド）は、スマトラ島沖地震（アジア津波、2004年12月26日）の際にマリンディ近郊のケニア沿岸で救出された。約1000人の村民が鮫用の網を使い、最後に助けた Owen Saubion （フランス人）の名を取って、オーウェンと名付けられた。
オーウェンはモンバサ近郊のホーラー・パーク, Haller Park に連れていかれ、カメの棲息地に放された。
ムゼー（Mzee、スワヒリ語で“老人”；130歳、体重700ポンド）は、次第にオーウェンと親しくなり、オーウェンは養親ムゼーの真似をする様になった。次第にムゼーは養育し始め、食事や寝床を教え出した。
最初の年、彼らは、食事、就寝、水浴び、遊びの全てを一緒に行い、科学者達を驚かせた。
BBC の写真家、Peter Greste が映像・写真に収め、絵本 "Owen and Mzee: A true story of a remarkable friendship"(2006年2月出版） , Scholastic Press 出版,  Isabella Hatkoff, Craig Hatkoff, Paula Kahumbu 著, は、2006年 New York Timesで3週連続、絵本売り上げ1位になった。
日本語版は同年、「オウエンとムゼイ」の題で出版された。(ベッキー訳, 2006年11月,NHK出版刊, ISBN 4140811536)
また、同じくこのエピソードを題材とした "Mama: A True Story in Which a Baby Hippo Loses His Mama During the Tsunami, but Finds a New Home, and a New Mama" (2006年4月,Harcourt Childrens Books 出版, Jeanette Winter 著,日本語版題「ママ　ほんとうにあったおはなし」福本友美子訳,2007年2月,小学館刊,ISBN 9784097262473)という作品もある。

## 関連
- カムニャック - ケニア北部に居るメスライオンで少なくとも5匹のオリックスの子供を育て、獲物を得る為に近づく、ライオンの群れにも立ち向かった。